# Форд, Брюс
Брюс Синглтон Форд (англ. Bruce Singleton Ford; род. 18 сентября 1954, Виктория) — канадский гребец, выступавший за сборную Канады по академической гребле в период 1979—1988 годов. Бронзовый призёр летних Олимпийских игр в Лос-Анджелесе, чемпион Игр Содружества и Панамериканских игр, победитель и призёр регат национального значения.

## Биография
Брюс Форд родился 18 сентября 1954 года в городе Виктория провинции Британская Колумбия, Канада.
Окончив Брентвудский колледж, затем учился на зоолога в Университете Британской Колумбии, состоял в университетской гребной команде «Тандербёрдс», неоднократно принимал участие в различных студенческих регатах. Проходил подготовку в гребном клубе в Бернаби.
Первого серьёзного успеха на взрослом международном уровне добился в сезоне 1979 года, когда вошёл в основной состав канадской национальной сборной и побывал на Панамериканских играх в Сан-Хуане, откуда привёз награду золотого достоинства, выигранную в зачёте парных двоек. Также в этом сезоне в той же дисциплине стартовал на чемпионате мира в Бледе, но здесь сумел квалифицироваться лишь в утешительный финал В и расположился в итоговом протоколе соревнований на восьмой строке.
Рассматривался в качестве кандидата на участие в летних Олимпийских играх 1980 года в Москве, однако Канада вместе с несколькими другими западными странами бойкотировала эти соревнования по политическим причинам.
В 1983 году Форд вернулся в состав гребной команды Канады и выступил на мировом первенстве в Дуйсбурге, где показал четвёртый результат в зачёте парных четвёрок.
Благодаря череде удачных выступлений удостоился права защищать честь страны на Олимпийских играх 1984 года в Лос-Анджелесе. В программе парных четвёрок вместе с партнёрами по команде Майком Хьюзом, Филом Монктоном и Дагом Хэмилтоном в финале пришёл к финишу третьим позади экипажей из Западной Германии и Австралии — тем самым завоевал бронзовую олимпийскую медаль.
После лос-анджелесской Олимпиады Форд остался в составе канадской национальной сборной на ещё один олимпийский цикл и продолжил принимать участие в крупнейших международных регатах. Так, в 1986 году в парных двойках он одержал победу на Играх Содружества в Эдинбурге и стал восьмым на чемпионате мира в Ноттингеме.
В 1987 году на мировом первенстве в Копенгагене занял в парных двойках 11 место.
На Олимпийских играх 1988 года в Сеуле стартовал в двойках совместно с Патриком Уолтером — закрыл в данной дисциплине десятку сильнейших.
По завершении спортивной карьеры в 1989 году окончил Университет Саймона Фрейзера, получив степень магистра в области охраны окружающей среды. Впоследствии работал по специальности экологом, входил в комиссию по окружающей среде Международной федерации гребного спорта.